# Хорнсби (Тенеси)
Хорнсби (енгл. Hornsby) град је у америчкој савезној држави Тенеси.

## Демографија
По попису из 2010. године број становника је 303, што је 3 (-1,0%) становника мање него 2000. године.
| Група             | 2000.       | 2010.       |
| Белци             | 299 (97,7%) | 289 (95,4%) |
| Афроамериканци    | 3 (1,0%)    | 6 (2,0%)    |
| Азијати           | 0 (0,0%)    | 0 (0,0%)    |
| Хиспаноамериканци | 1 (0,3%)    | 6 (2,0%)    |
| Укупно            | 306         | 303         |